# 1950年9月12日日食
1950年9月12日日食是一次日全食，發生於1950年9月12日（西半球為9月11日）。新月當天（即朔日），地球上觀測到月球和太阳的角距離極小，此時月球如果恰好在月球交點附近，穿過太阳和地球之間，與地球、太阳接近一直線，則會出現日食。月球本影接觸地表而使該區域完全得不到陽光，就會形成日全食，同時在本影兩側數千公里的半影範圍內遮擋部分陽光，形成日偏食。此次日全食經過了苏联和阿拉斯加領地，日偏食則覆蓋了东亚東北部、苏联大部、北美洲西北部及周邊部分地區。

## 日食概況

### 出現區域
月球本影在加拿大巴芬島以北約240公里的北冰洋洋面最先接觸地表，當地在9月11日日落時分最先看到日全食。此後本影先向西北再向西南劃過北冰洋，跨越國際日期變更線，自北向南縱貫苏联今屬俄罗斯部分的東部，當地在9月12日看到日全食，本影隨後進入白令海，並逐漸轉向東南移動，在阿圖島以北約200公里的海域達到最大食分。此後本影再次跨過國際日期變更線又覆蓋了阿留申群島的部分島嶼，最終在9月11日日落時分結束於夏威夷群島東北約1400公里的北太平洋。
本影經過的陸地依次包括：
- 苏联：自北向南縱貫俄罗斯苏维埃联邦社会主义共和国（今俄罗斯）马加丹州東部（今楚科奇自治區西部）和科里亞克自治區北部（今屬堪察加邊疆區）；
- 阿拉斯加領地（今美国阿拉斯加州）：塞米奇群島全部島嶼。[3][4]

除了狹窄的全食帶內能看見日全食之外，月球半影覆蓋範圍內都能看到日偏食，包括斯瓦尔巴中東部、挪威本土極東北端、苏联大部（今俄罗斯除西部外的大部、哈萨克斯坦北部）、中國新疆省阿山專區（今新疆维吾尔自治区阿勒泰地區）東北部、華北、東北和山東半島、蒙古除西南部外的大部、朝鲜半岛、日本、阿拉斯加領地、加拿大西北部、密克羅尼西亞島群、玻里尼西亞島群北部。其中大部分位於國際日期變更線以西，在9月12日看到日食，剩下的部分在9月11日看到日食。
月球在其軌道上自西向東轉動，發生日食時，月球在地球表面的陰影也大多自西向東移動，而從地球上看，太陽的西側先被月球遮掩，然後逐漸向東。但此次日食發生在秋分前不久，地軸北端略向太陽方向傾斜，月球本影經過了晨昏圈最北端附近的區域，因而全食帶在加拿大以北的北冰洋的一段，以及這段全食帶附近被半影覆蓋、看到日偏食的區域內，月影在地表自東向西移動，地面上看到的太陽東側最先被月球遮掩。此外，一般日食開始於晨線，結束於昏線，即在最先看到日食的地方，日食出現在日出時分，而此次日全食開始和結束均在昏線上，加拿大巴芬島以北的北冰洋中最先看到日食的地方也在日落時分看到日食。

### 基本參數
- 類型：日全食
- 食甚中心處（位於阿拉斯加領地阿圖島以北約200公里的白令海）資料：
  - 時間：1950年9月12日3:38:17.5
  - 地點：54°47.7′N 172°13.9′E / 54.7950°N 172.2317°E
  - 食分：1.0182（全食帶內最大）
  - 日全食持續時間：1分13.6秒

## 相關的日月食

### 月全食
1950年9月26日的月全食在本次日全食後半個月發生，同屬一個食季。這是自1938年5月14日的月全食和1938年5月29日的日全食以來首次出現一個食季中的日食和月食均為全食，即日全食和月全食相隔僅半個月相繼發生，而下一次出現則要等到1957年10月23日的日全食和1957年11月7日的月全食。

### 1950-1953年的日食
月球交替位於相對的月球交點時，以半個交點年（食年），即約177天又4小時間隔出現下列日食。
| 升交點                                          | 升交點                   |          | 降交點                  | 降交點 |
| 沙羅周期                                        | 地圖                     | 沙羅周期 | 地圖                    |        |
| 119                                             | 1950年3月18日 環食       | 124      | 1950年9月12日 全食      |        |
| 129                                             | 1951年3月7日 環食        | 134      | 1951年9月1日 環食       |        |
| 139                                             | 1952年2月25日 全食       | 144      | 1952年8月20日 環食      |        |
| 149                                             | 1953年2月14日 偏食（北） | 154      | 1953年8月9日 偏食（南） |        |
| 註：1953年7月11日的日偏食屬於下一組交點年系列。 |                          |          |                         |        |

### 沙羅周期
沙羅週期長度為18年11天。本次日食屬於沙羅週期124，共包含73次日食，依次為1049年3月6日至1193年6月1日的9次日偏食、1211年6月12日至1968年9月22日的43次日全食、1986年10月3日的1次全環食（亦稱混合食）、2004年10月14日至2347年5月11日的20次日偏食，總共歷時1298.17年。其中最長的全食發生於1734年5月3日，共持續了5分46秒。
下表列舉了1901年至2100年間發生的屬於該週期的日食，是第49至59次：
| 49             | 50            | 51             |
| -------------- | ------------- | -------------- |
| 1914年8月21日  | 1932年8月31日 | 1950年9月12日  |
| 52             | 53            | 54             |
| 1968年9月22日  | 1986年10月3日 | 2004年10月14日 |
| 55             | 56            | 57             |
| 2022年10月25日 | 2040年11月4日 | 2058年11月16日 |
| 58             | 59            |                |
| 2076年11月26日 | 2094年12月7日 |                |

## 資料來源
1. ↑  樊忠玉. . 中国天文科普网.   [2016-03-25]. （原始内容存档于2014-09-17）.
2. 1 2  Fred Espenak. . NASA Eclipse Web Site.   [2016-03-25]. （原始内容存档于2020-10-20）.（英文）
3. ↑  Fred Espenak. . NASA Eclipse Web Site.   [2016-03-25]. （原始内容存档于2020-10-20）.（英文）
4. ↑  Xavier M. Jubier. .   [2016-03-25]. （原始内容存档于2019-10-30）.（法文）（英文）
5. ↑  Fred Espenak. . NASA Eclipse Web Site.   [2016-03-25]. （原始内容存档于2008-08-29）.（英文）
6. ↑  Fred Espenak. . NASA Eclipse Web Site.（英文）

## 外部連結
- NASA日食專頁（页面存档备份，存于）（英文）
- 可見區域圖和時間統計：由弗雷德·埃斯佩纳克做出的日食預報，NASA/GSFC
  - Google互動地圖呈現的日食範圍
  - 貝塞爾元素
- Google地圖顯示的日全食和日偏食範圍（页面存档备份，存于）（法文）（英文）

| \| \| 日食 \|                             |                              |                                          |
| 上一次日食： 1950年3月18日日食 （日環食） | 1950年9月12日日食 （日全食） | 下一次日食： 1951年3月7日日食 （日環食） |
| 上一次日全食： 1948年11月1日日食          | 1950年9月12日日食 （日全食） | 下一次日全食： 1952年2月25日日食         |
|                                           | 日食                         |                                          |